# 非参議
非参議（ひさんぎ）とは、以下のことを意味する。
1. 従三位（公卿）以上でまだ参議に任官していない人のこと（非参議といえば通常はこの場合を指すことが多い）。
2. 四位で一度参議を務めて退官した人のこと。この場合、前参議と呼ばれることもある。
3. 四位で参議になる資格を有する人のこと（つまり参議候補生である）。

四位で参議になる資格を有する人を例えると、
- 蔵人頭 - 蔵人所の長官
- 左大弁 - 太政官の判官
- 右大弁 - 太政官の判官。弁官が蔵人頭を兼ねる場合「頭弁」という。
- 左近衛中将 - 左近衛府の次官
- 右近衛中将 - 右近衛府の次官。近衛中将が蔵人頭を兼ねる場合「頭中将」という。
- 左衛門督 - 左衛門府の長官
- 右衛門督 - 右衛門府の長官
- 左兵衛督 - 左兵衛府の長官
- 右兵衛督 - 右兵衛府の長官
- 式部大輔 - 式部省の次官で天皇の侍読を務めた者
- 左中弁[1] - 太政官の判官で年労のある者
- 国司 - 五カ国を無事に歴任し得た者

がその典型例として挙げられる。